# Matthew Holmes
Matthew Holmes (Wigan, 8 december 1993) is een voormalig Engels wielrenner die als beroepsrenner reed voor Lotto Soudal.

## Carrière
In 2018 werd Holmes, in dienst van Madison-Genesis, tweede in het bergklassement van de Ronde van Groot-Brittannië. In mei 2019 werd hij zesde in het eindklassement van de Ronde van Yorkshire. Tweeënhalve maand later nam hij deel aan het test event voor de Olympische Spelen van 2020, waarin hij vierde werd. Na die vierde plek tekende hij, per 1 januari 2020, een profcontract bij Lotto Soudal.
Hij debuteerde voor Lotto Soudal in de Tour Down Under. Daar wist hij de slotetappe te winnen op Willunga Hill en klopte hij eindwinnaar Richie Porte.

## Overwinningen
2020
6e etappe Tour Down Under

## Resultaten in voornaamste wedstrijden
| Jaar | Ronde van Italië | Ronde van Frankrijk | Ronde van Spanje |
| ---- | ---------------- | ------------------- | ---------------- |
| 2020 | 81e              |                     |                  |
| 2021 |                  |                     | buiten tijd      |
| 2022 | 116e             |                     |                  |

| Jaar | Amstel Gold Race | Luik-Bast.‑Luik | Ronde van Lombardije | Waalse Pijl |
| ---- | ---------------- | --------------- | -------------------- | ----------- |
| 2020 |                  |                 |                      |             |
| 2021 |                  |                 | opgave               |             |
| 2022 | opgave           | 68e             |                      | 77e         |

## Ploegen
- 2012 –  Team Raleigh-GAC
- 2013 –  Team Raleigh
- 2014 –  Madison-Genesis
- 2015 –  Madison-Genesis
- 2016 –  Madison-Genesis
- 2017 –  Madison-Genesis
- 2018 –  Madison-Genesis
- 2019 –  Madison-Genesis
- 2020 –  Lotto Soudal
- 2021 –  Lotto Soudal
- 2022 −  Lotto Soudal

Briggs · Hampton · Holloway · Holmes · Holohan · Holt · Horton · Janssen · Oliphant · Sparling · Sulzberger · Townshend
Berthou · Blain · Briggs · Britton · Christian · Hampton · Holmes · Lang · Moses · Norris · O'Brien · Oliphant · Scully · Stewart · Witmitz
Atkins · Cuming · Gunman · Handley · Holmes · Horton · McEvoy · Mundy · Pym · Rowsell · Swift · van der Ploeg
Armée · Cras · De Buyst · De Gendt · Degenkolb · Dewulf · Dibben · Ewan · Frison · Gilbert · Goossens · Hagen · Hansen · Holmes · Iversen · Kluge · Maes · Marczyński · Mertz · Oldani · Thijssen · Van der Sande · Van Goethem · Van Moer · Vanhoucke · Vermeersch (vanaf 1 juni) · Wallays · Wellens
Conca · Cras · De Buyst · De Gendt · Degenkolb · Ewan · Frison · Gilbert · Goossens · Grignard · Holmes · Kluge · Kron · Małecki · Marczyński · Moniquet · Oldani · Sweeny · Thijssen · Van der Sande · Van Gils · Van Moer · Vanhoucke · Vermeersch · Verschaeve · Vervloesem · Wellens
Barbero (vanaf 1/5) · Beullens · Campenaerts · Conca · Cras · De Buyst · De Gendt · De Lie · Drizners · Ewan · Frison · Gilbert · Grignard · Holmes · Janse van Rensburg (vanaf 1/5) · Kluge · Kron · Małecki · Moniquet · Schwarzmann · Selig · Sweeny · Van Gils · Van Moer · Vanhoucke · Vermeersch · Verschaeve · Vervloesem · Wellens